# 「ブレードランナー」オリジナル・サウンドトラック 25周年記念エディション
「ブレードランナー」オリジナル・サウンドトラック<25周年記念エディション>（「ブレードランナー」オリジナル・サウンドトラック<25しゅうねんきねんエディション>、Blade Runner Trilogy [25th Anniversary]）はヴァンゲリスのアルバム。

## 概要
映画『ブレードランナー』が公開25周年を迎えた事を機にリリースされたアルバム。
- ディスク1=1994年版のリマスター版。
- ディスク2=ディスク1に収録されていなかった楽曲を収録したもの[1]。
- ディスク3=新曲もしくは未発表曲。映画との直接的な関連は無い。

## 曲目
ディスク1
1. メイン・タイトル (3:40)
2. ブラッシュ・レスポンス (5:45)
3. ウェイト・フォー・ミー (5:26)
4. レイチェルズ・ソング (4:44)
5. 愛のテーマ (4:56)
6. ワン・モア・キッス (3:56)
7. ブレードランナー・ブルース (8:52)
8. メモリーズ・オブ・グリーン (5:03)
9. テイルズ・オブ・ザ・フューチャー (4:44)
10. ダマスク・ローズ (2:31)
11. ブレードランナー(エンド・タイトル) (4:38)
12. ティアーズ・イン・レイン (3:01)

ディスク2
1. ロンギング (1:56)
2. アンヴェイルド・トゥインクリング・スペース (1:57)
3. タイレル博士の梟 (2:38)
4. アット・ミスター・チュウズ (4:45)
5. レオの部屋 (2:19)
6. ワン・アローン (ボーナス・トラック) (2:21)
7. デッカードとロイの決闘 (6:14)
8. タイレル博士の死 (3:09)
9. デソレーション・パス (ボーナス・トラック) (5:43)
10. エンプティ・ストリート (6:15)
11. 機械仕掛けの人形 (2:50)
12. フェイディング・アウェイ (3:32)

ディスク3
1. ロンチ・アプルーヴァル (1:51)
2. アップ・アンド・ランニング (3:07)
3. インドからの手紙 (3:25)
4. BR・ダウンタウン (2:26)
5. ディミトリのバー (3:50)
6. スウィート・ソリチュード (6:54)
7. ノー・エクスペクテーション・ブールヴァード (6:42)
8. ヴァダヴァロット (4:12)
9. パフューム・エキゾティコ (5:17)
10. Spotkanie Z Matka (5:07)
11. 空っぽの部屋のピアノ (3:35)
12. キープ・アスキング (1:29)